# Pomocný izolační dýchací přístroj RVL1

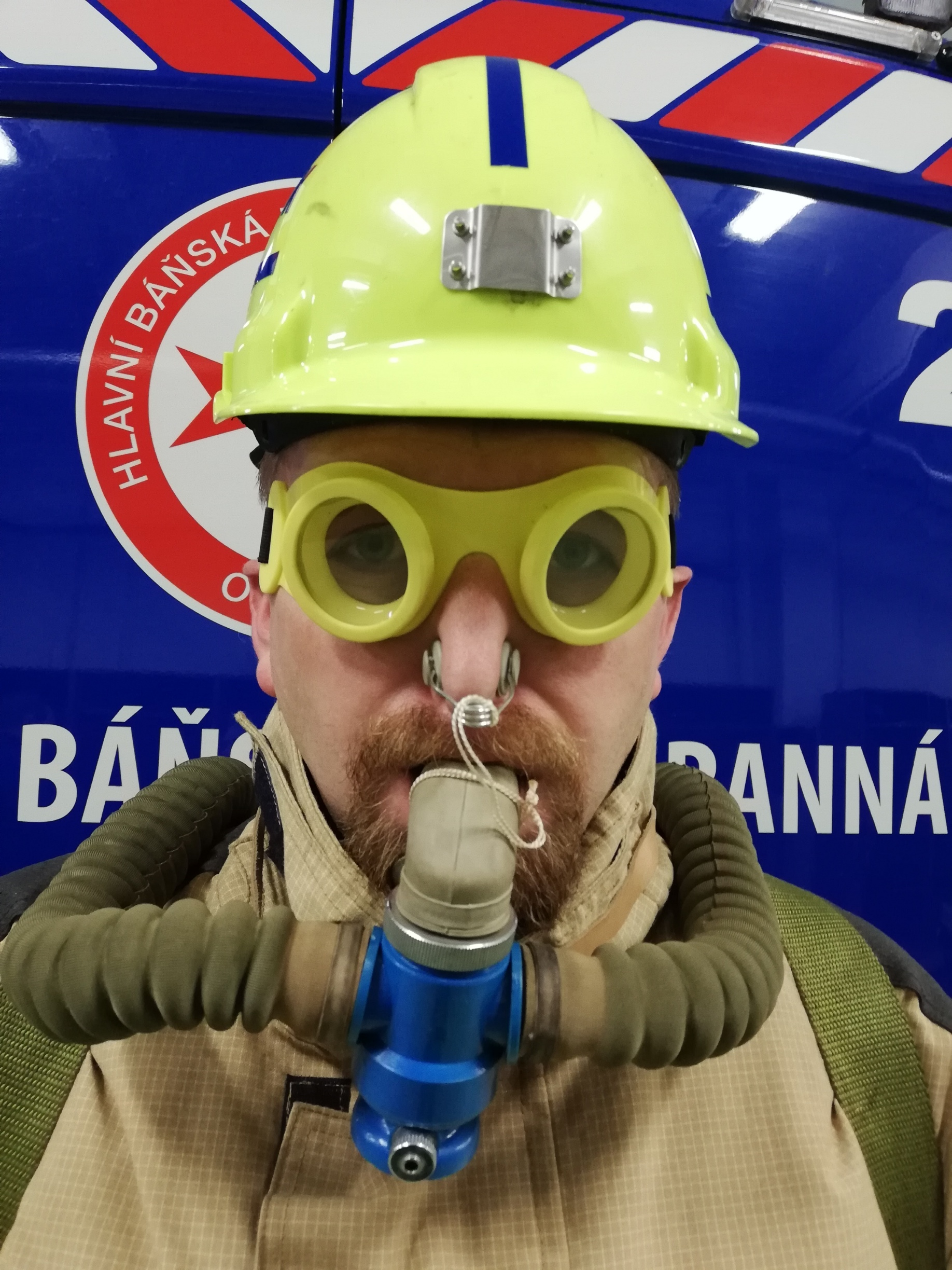
Čelní pohled RVL 1.

Pomocný dýchací přístroj RVL 1 byl kyslíkový izolační regenerační přístroj s tlakovým kyslíkem a kombinovanou stálou dávkou vyroben v bývalém SSSR.
Využití přístroje bylo následující:
- Sloužil jako záložní pomocný dýchací přístroj při záchranářských akcích, kdy došlo u báňského záchranáře k poruše jeho dýchacího přístroje BG 174,
- Při práci v těsných důlních dílech,
- K vyvádění horníků z nedýchatelného důlního ovzduší do čerstvého větrného proudu,
- V protiplynové službě při práci v ovzduší s vysokým obsahem toxických látek, nebo v ovzduší s nízkým obsahem kyslíku,
- V požárnických jednotkách.[2]

## Historie
Začátkem roku 1971 ve Vorošilovgradské pobočce vědecko-výzkumném ústavu důlního záchranářství na [[Ukrajině]] vyvinuli a zavedli do výroby nový dýchací přístroj, který měl označení RVL 1 (respirator vspomogatěľnyj). Následně na Hlavní báňské záchranné stanici v Ostravě-Radvanicích probíhaly v období dvou let fyziologické zkoušky tohoto dýchacího přístroje. Na šachtách v OKR v roce 1985 bylo již v důlním provozu používáno 120 kusů těchto přístrojů. Od roku 1989 byly dány do provozu sebezáchranné izolační regenerační přístroje s označením AU 9E, které přístroje RVL 1 měly postupně nahradit. Konec používání přístrojů RVL 1 se datuje k roku 1996.

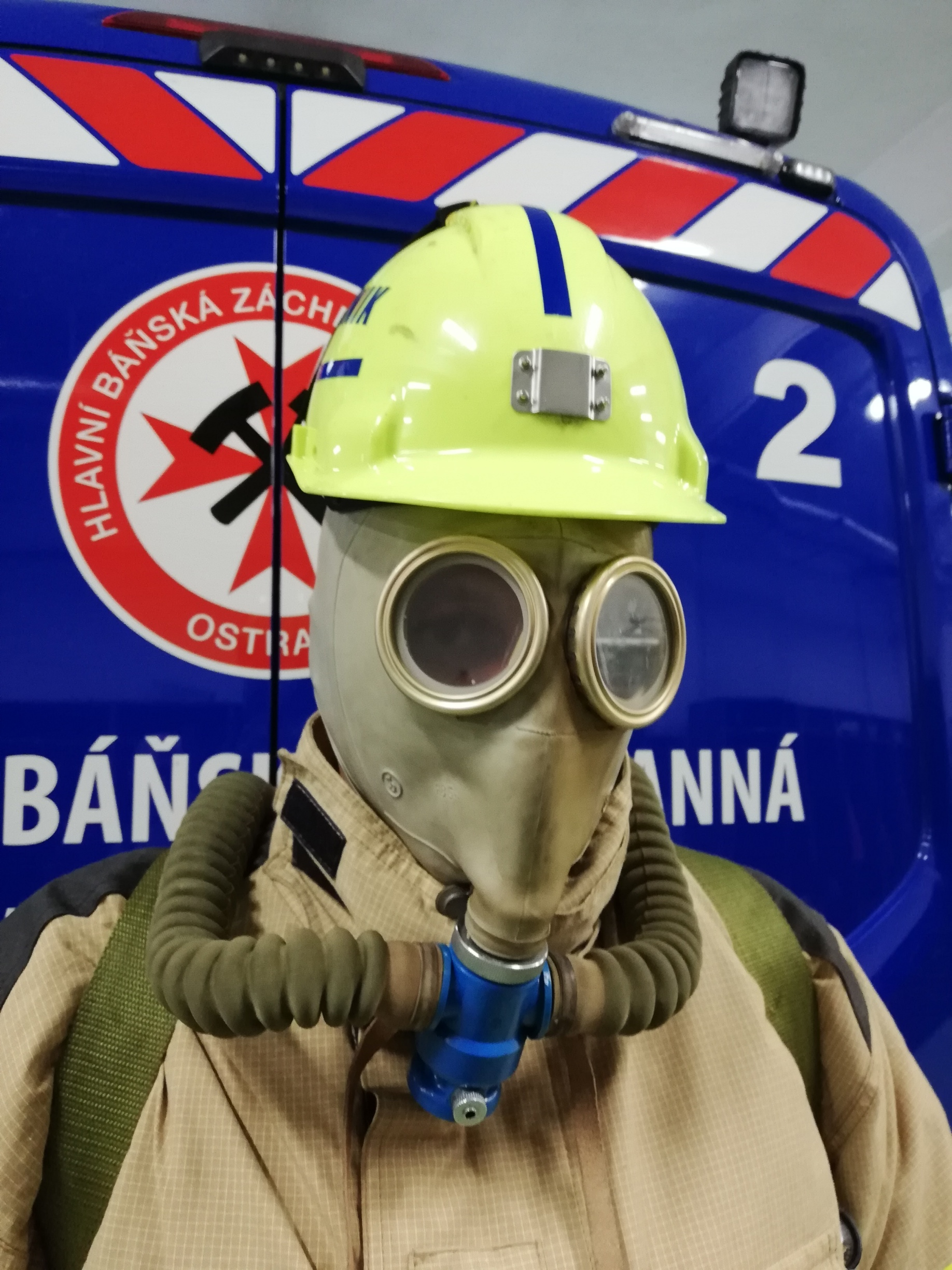
Nasazení masky přístroje.

## Schéma přístroje RVL 1
1. Redukční ventil

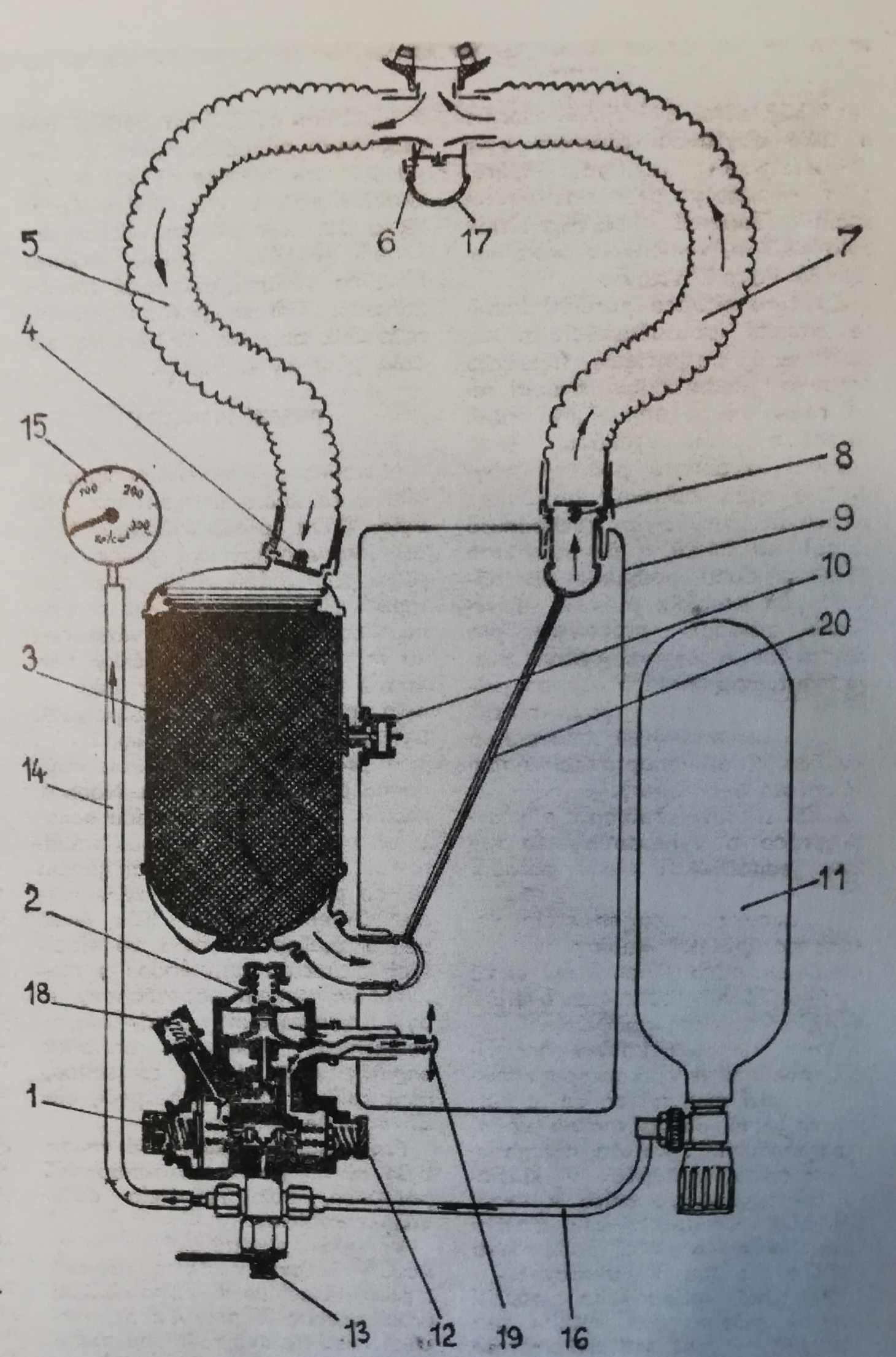

2. Membránový plicně automatický ventil
3. Pohlcovač s náplní hydroxidu vápenatého
4. Výdechový ventil
5. Výdechová hadice
6. Ústenka
7. Vdechová hadice
8. Vdechový ventil
9. Dýchací vak
10. Přetlakový ventil
11. Kyslíková láhev
12. Ruční přídavkový ventil
13. Uzavírací ventil manometrového vedení
14. Vedení ke kontrolnímu manometru
15. Kontrolní manometr
16. Vysokotlaké kyslíkové vedení
17. Membránová pumpička k odstraňování slin
18. Ochranný ventil
19. Uzávěr zamezující vzniku sání
20. Pryžová rozpěrka zabraňující slepení vaku

## Hlavní parametry přístroje RVL 1
| RVL 1 - popis části                            | Parametry přístroje     |
| ---------------------------------------------- | ----------------------- |
| Objem tlakové láhve                            | 1 litr                  |
| Tlak kyslíku v tlakové láhvi                   | 20 MPa                  |
| Zásoba kyslíku                                 | 200 litrů               |
| Dávka plicní automatiky                        | od 60 do 150 l/minutově |
| Dávka ručního přídavkového ventilu             | od 60 do 150 l/minutově |
| Stálá dávka kyslíku                            | 1,3 - 1,5 l/minutově    |
| Naskočení dávky plicní automatiky při podtlaku | 200 +- 100 Pa           |
| Obsah dýchacího vaku                           | 4 litry                 |
| Naskočení přetlakového ventilu při přetlaku    | 200+- 100 Pa            |
| Náplň pohlcovací hmoty (ChP-I)                 | 1150 g                  |
| Délka                                          | 380 mm                  |
| Šířka                                          | 340 mm                  |
| Tloušťka                                       | 135 mm                  |
| Hmotnost přístroje bez kyslíku a ChP-I         | 7,2 kg                  |
| Pohotovostní hmotnost přístroje                | 9,0 kg                  |
| Ochranná doba                                  | 60 - 90 minut           |

## Postup při nasazování přístroje před vstupem do nedýchatelného ovzduší
- Sejmeme pokrývku hlavy (přilbu)
- Stlačením tlačítka ručního přídavkového ventilu naplníme dýchací vak kyslíkem
- Pomocí rukou si nasadíme celohlavovou masku (ústenku) na obličej
- Nasadíme si pokrývku hlavy (přilbu)

## Práce v dýchacím přístroji
- V dýchacím přístroji mohly pracovat pouze osoby, které měly dobrý zdravotní stav
- Znaly předpisy pro činnost v důlních dílech s nedýchatelným ovzduším a při vysokých teplotách
- Pravidelně cvičily v cvičebních prostorech (polygonech)

## V dýchacích přístrojích nesměli pracovat
- Osoby, u kterých se před fáráním objevila zvýšená srdeční frekvence (nad 100 tepů za minutu)
- Osoby, u kterých se před fáráním objevila snížená srdeční frekvence (pod 55 tepů za minutu)
- Osoby, které požily alkohol

## Galerie přístroje RVL 1

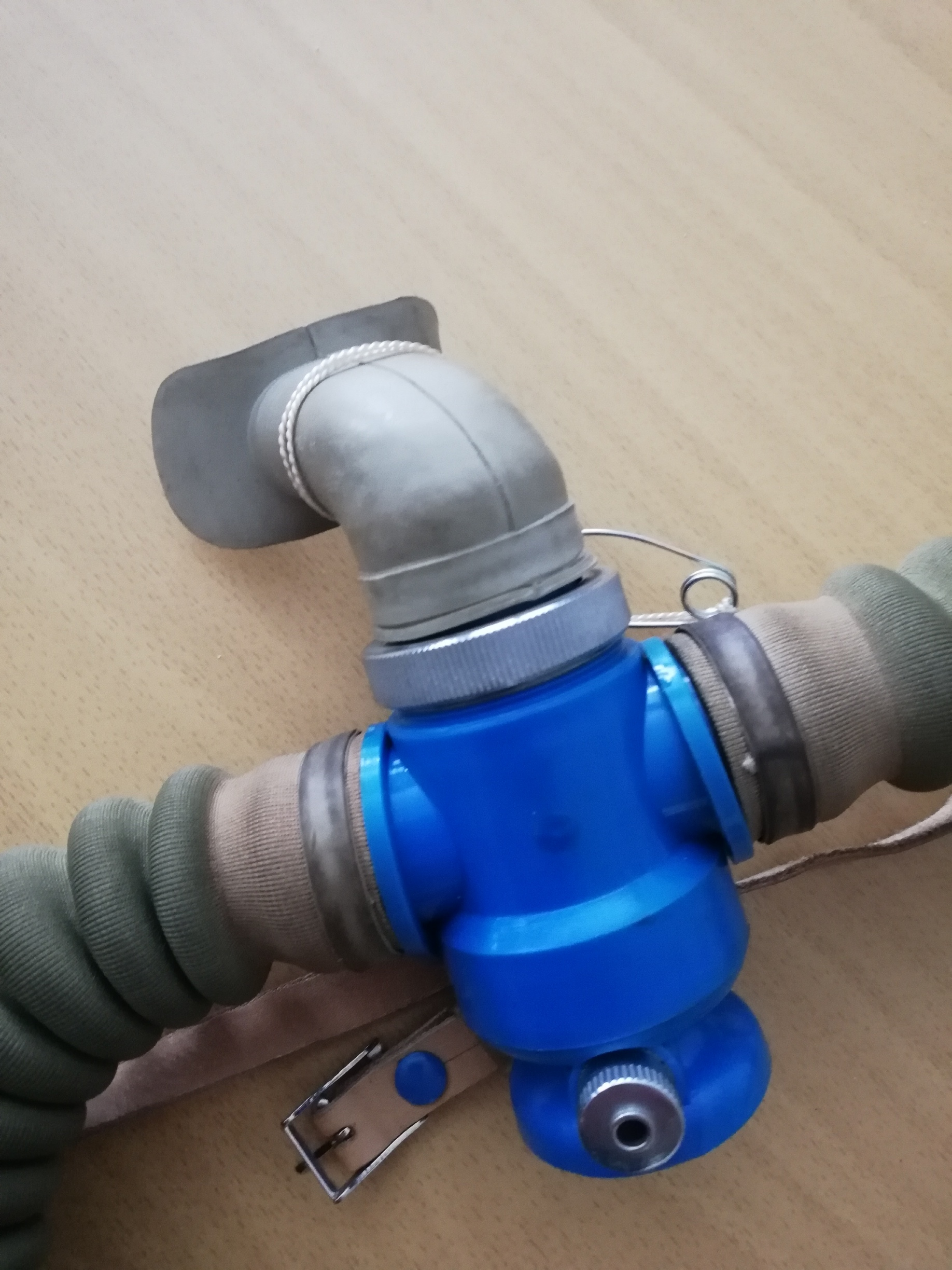
Ústenka RVL 1.
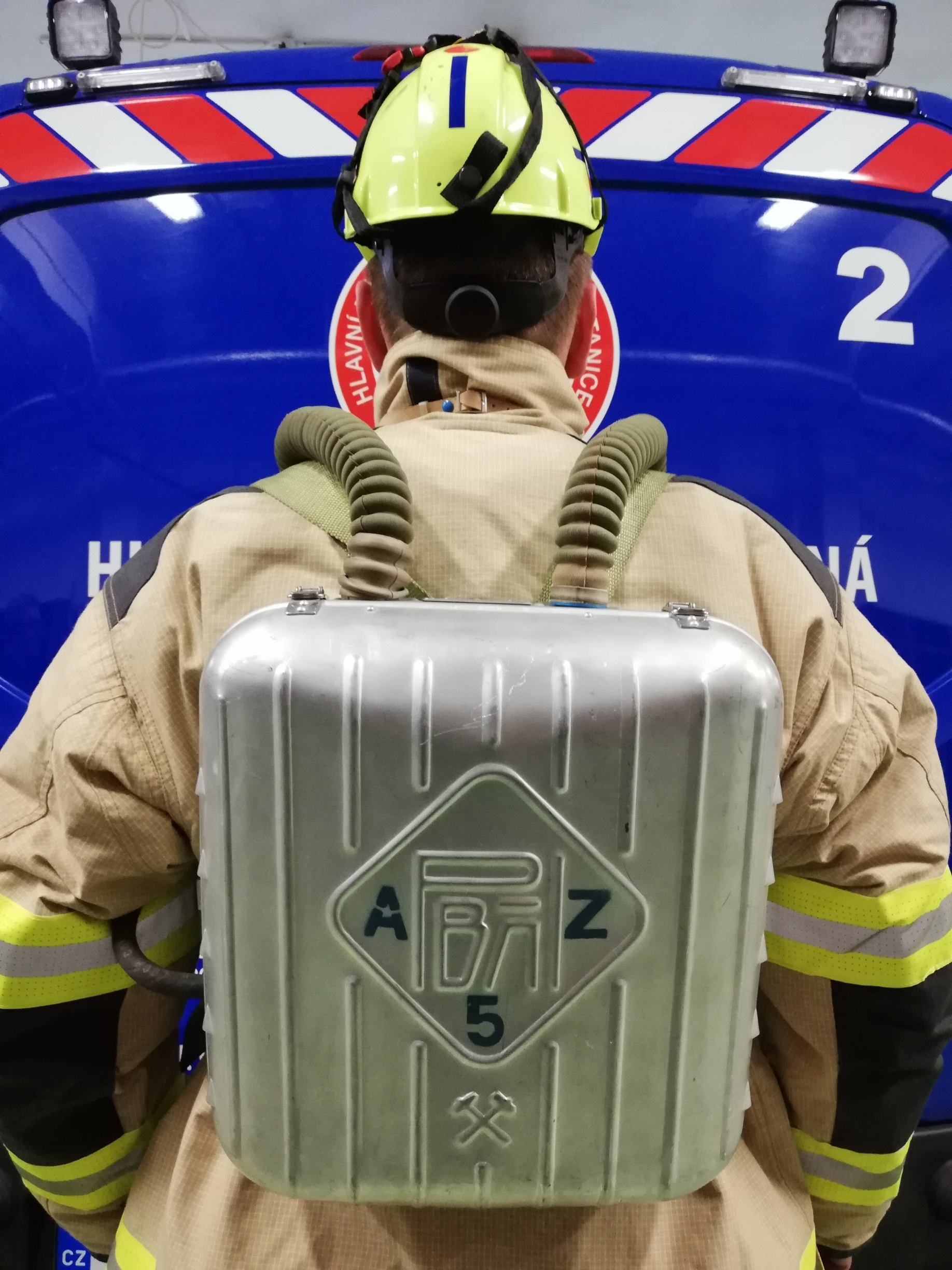
Přístroj RVL 1 zezadu s krytem.
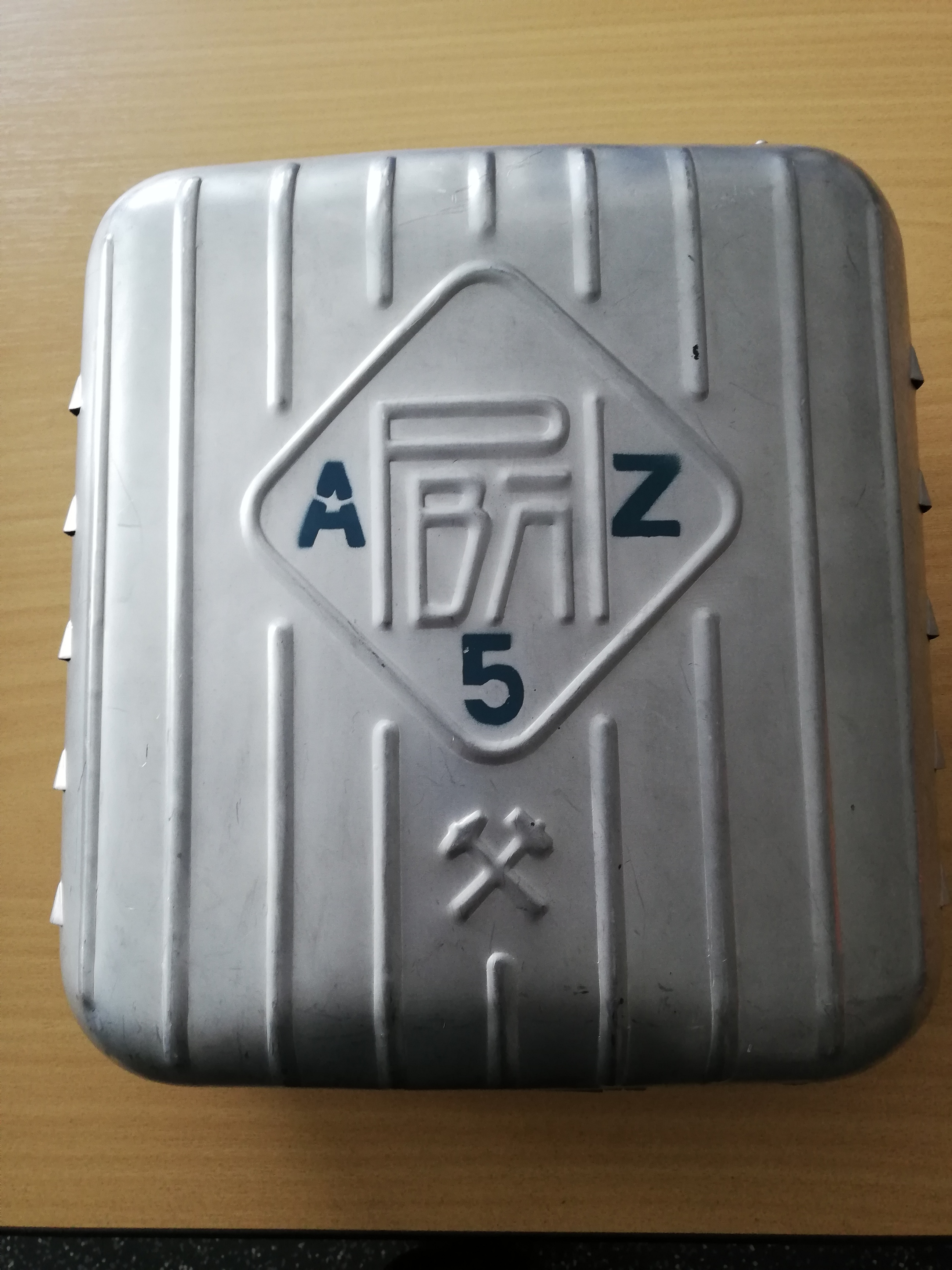
Přístroj RVL 1 v pohotovostním stavu.
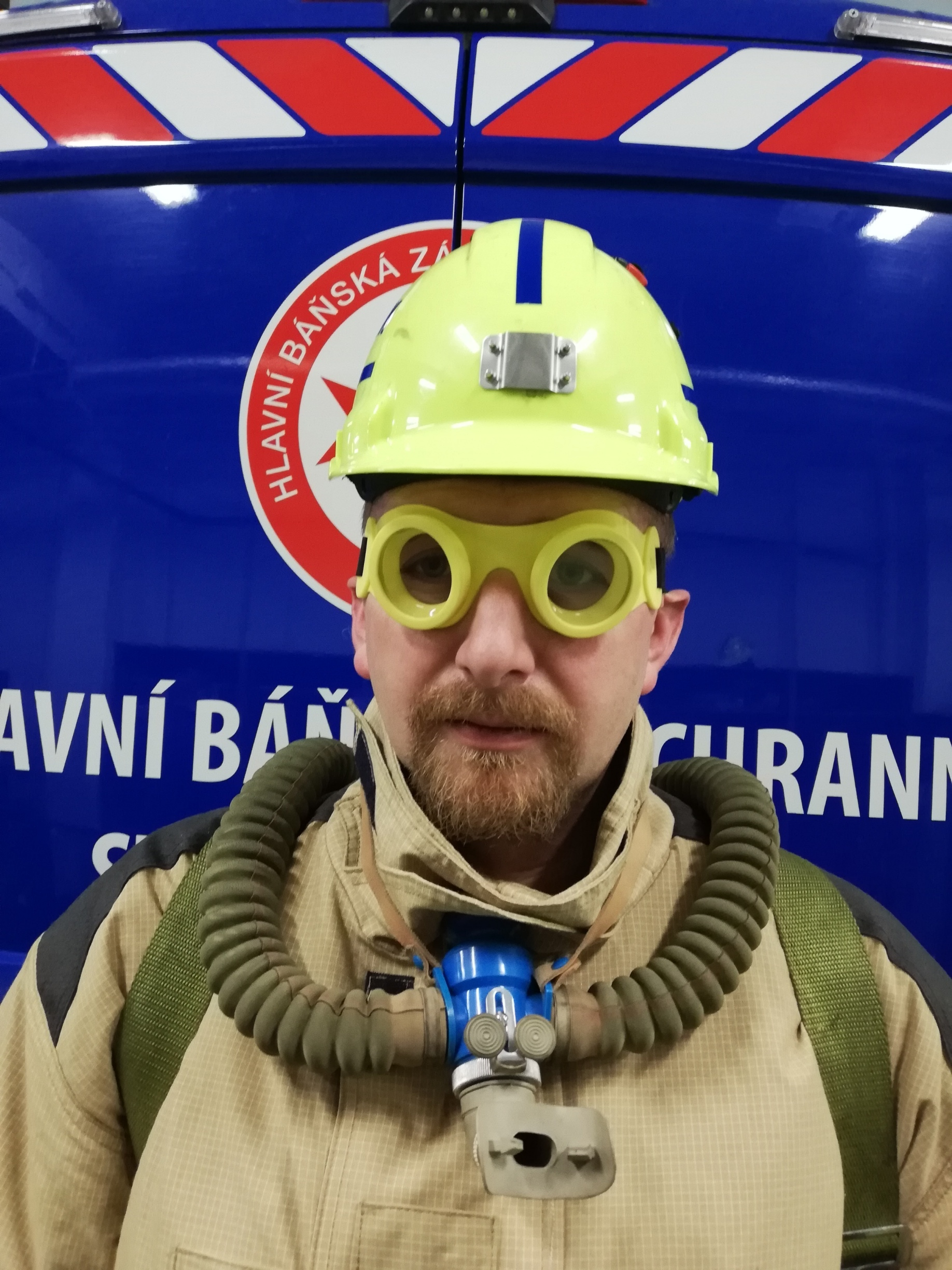
Před nasazením ústenky přístroje RVL 1.
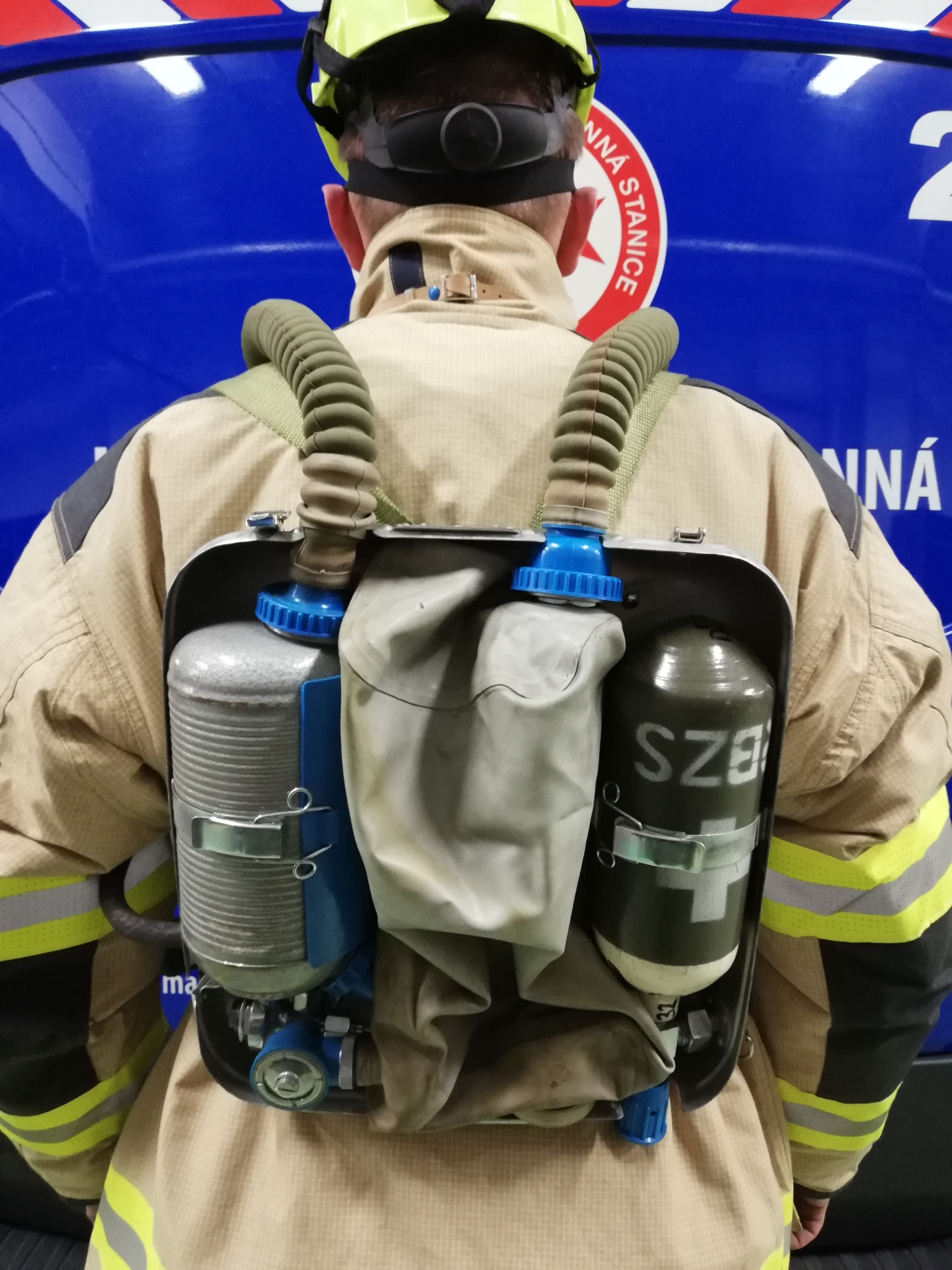
Přístroj RVL 1 zezadu bez krytu.
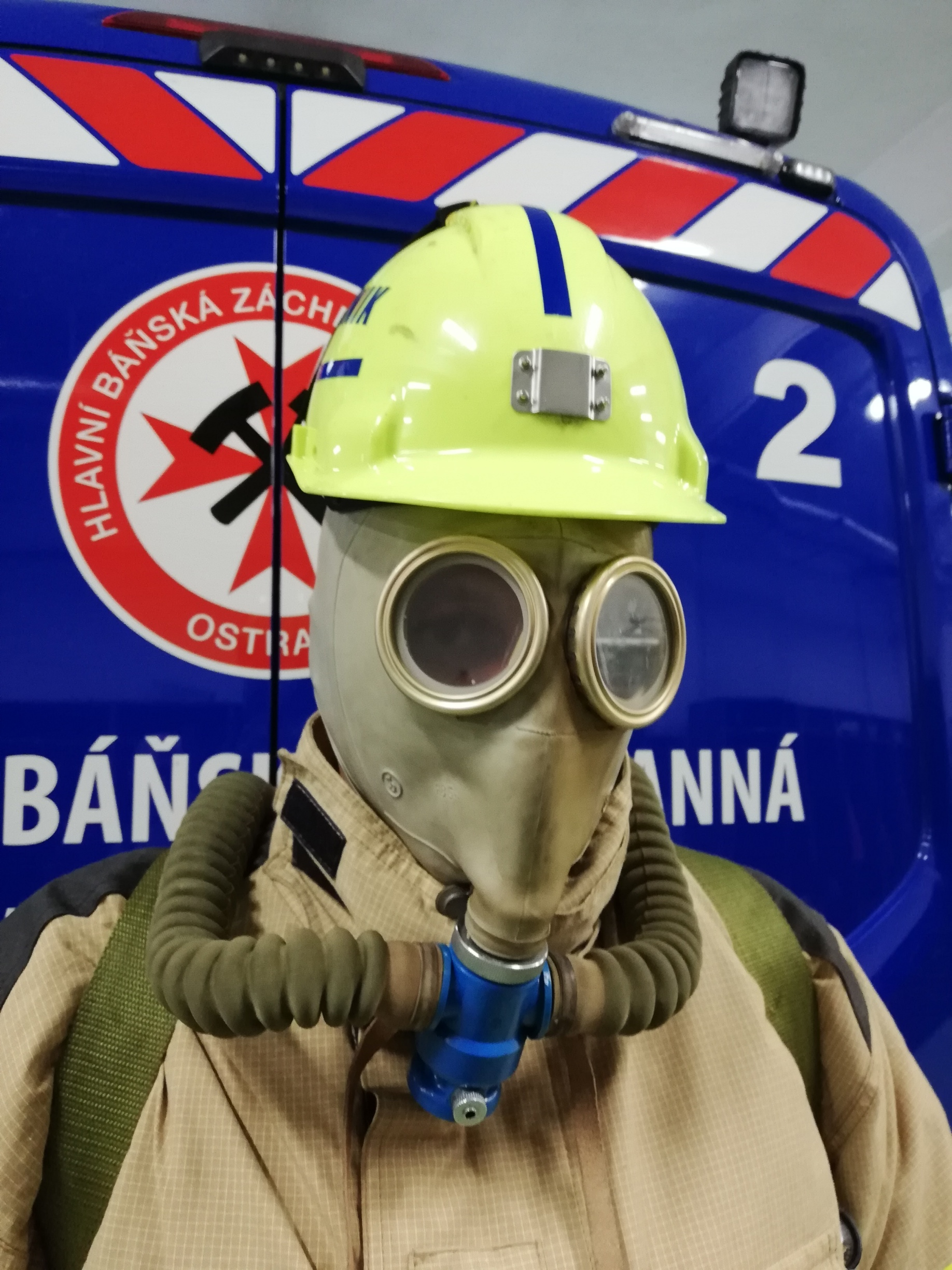
Maska RVL 1.
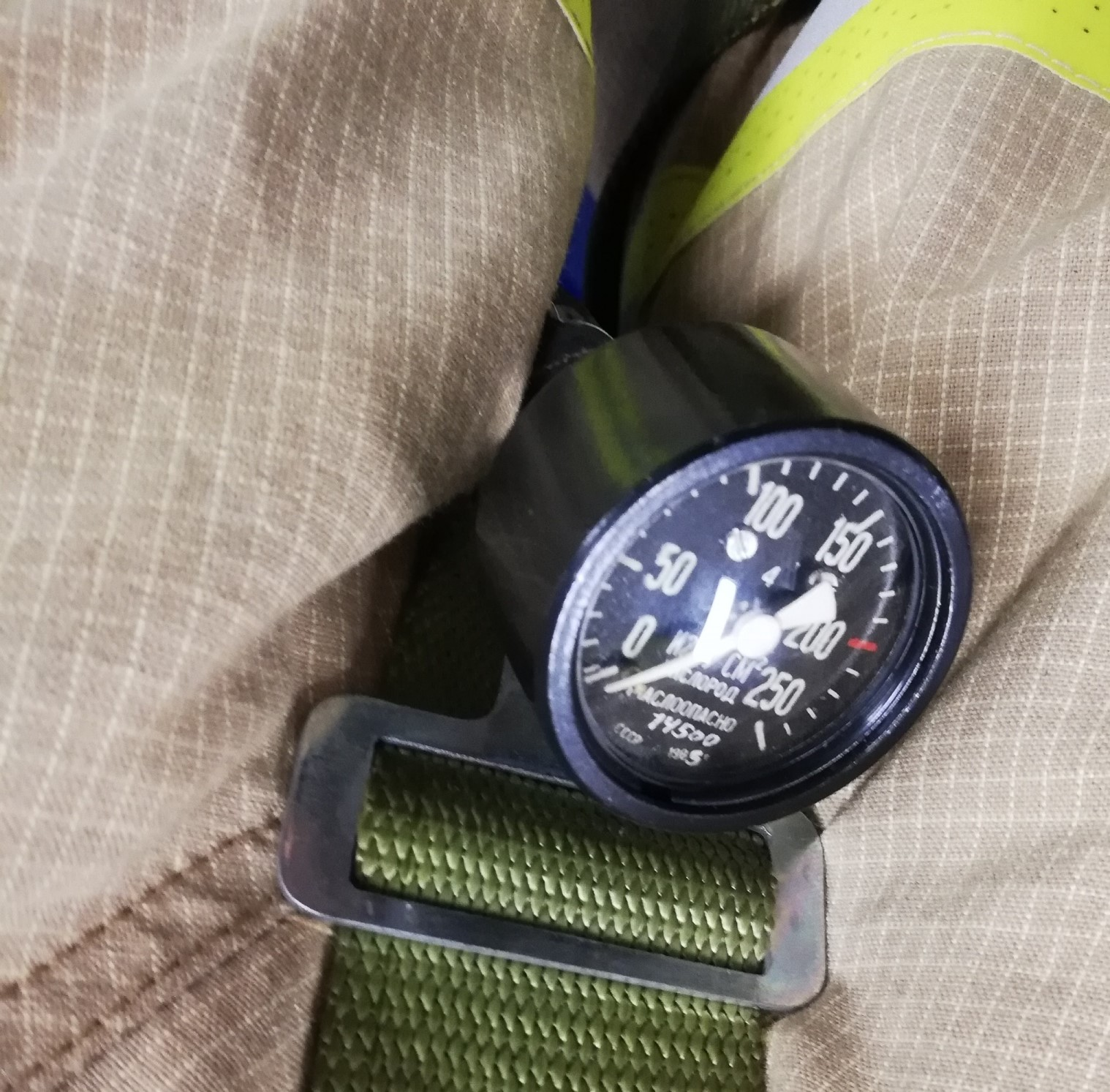
Manometr RVL 1 (2).
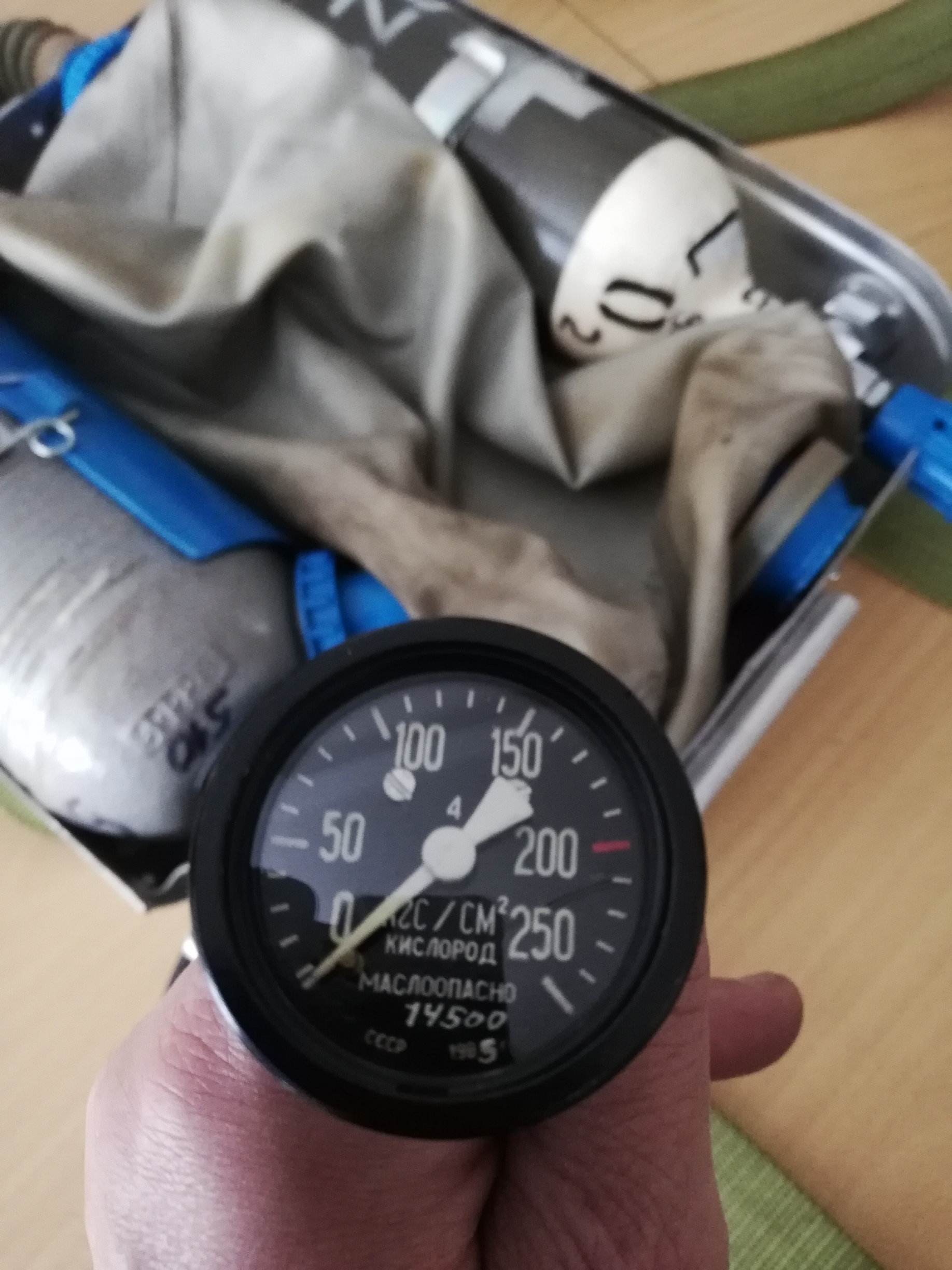
Manometr RVL 1.
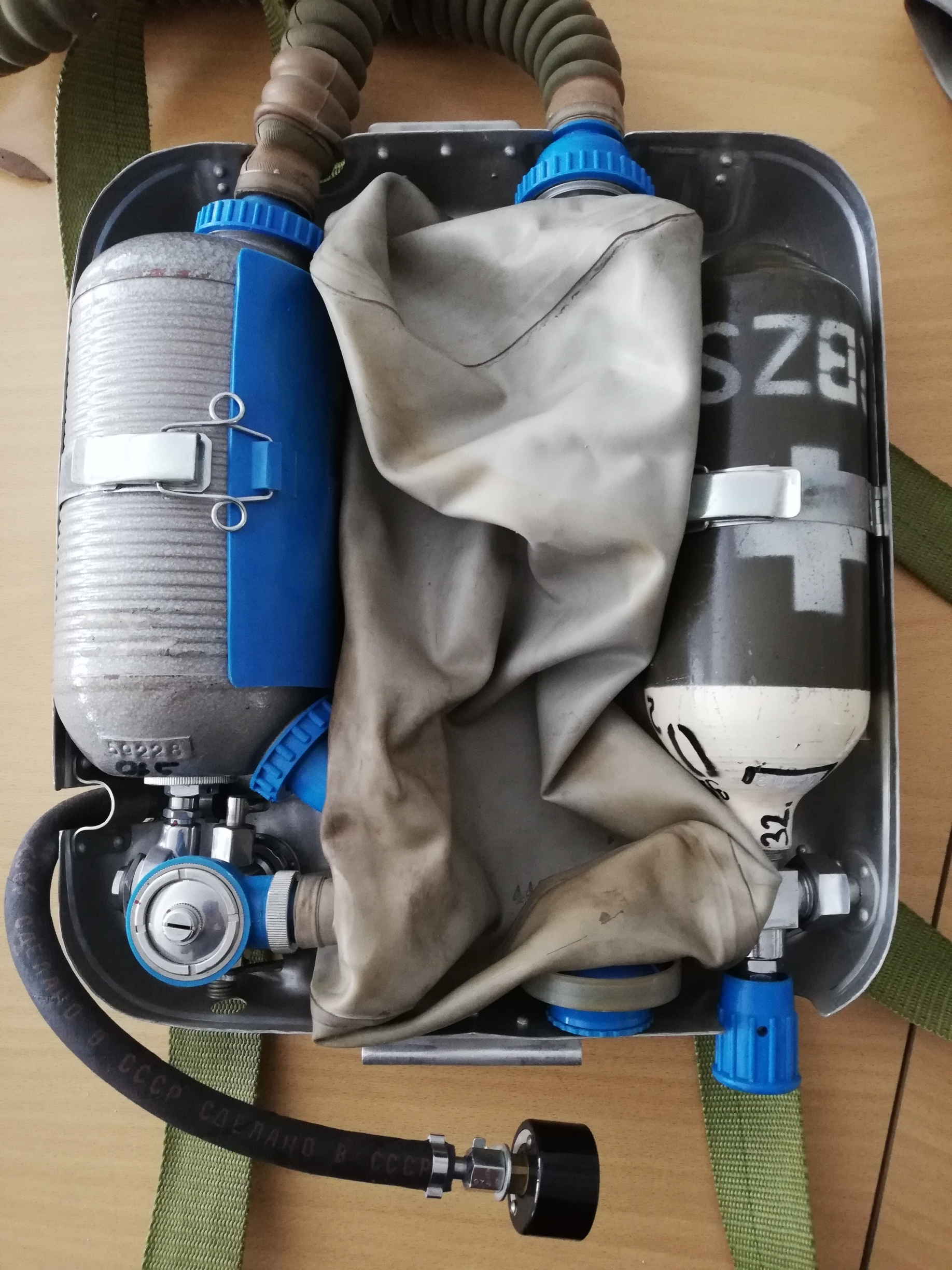
Detail RVL 1.
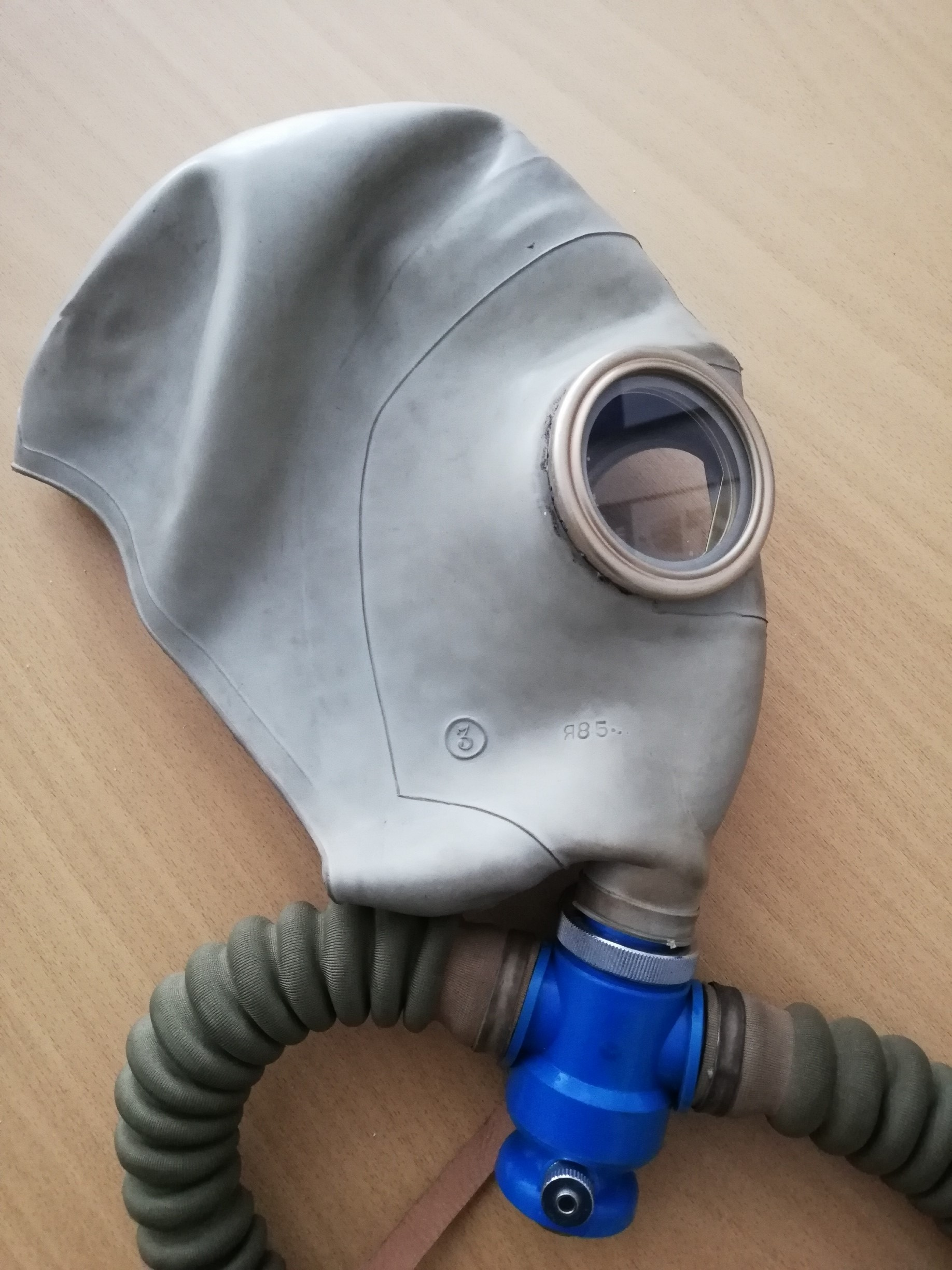
Detail masky RVL 1.
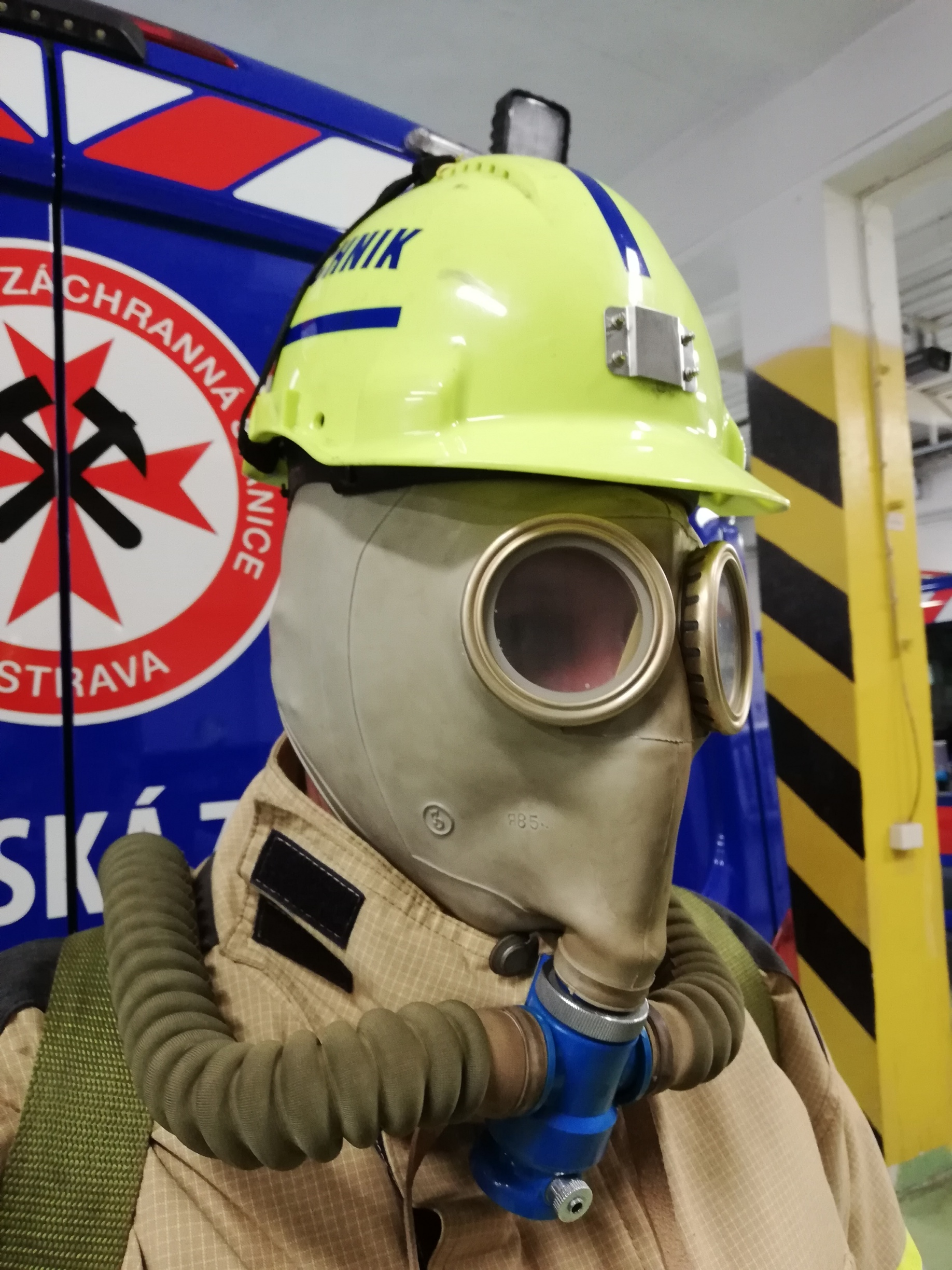
Boční pohled RVL 1.
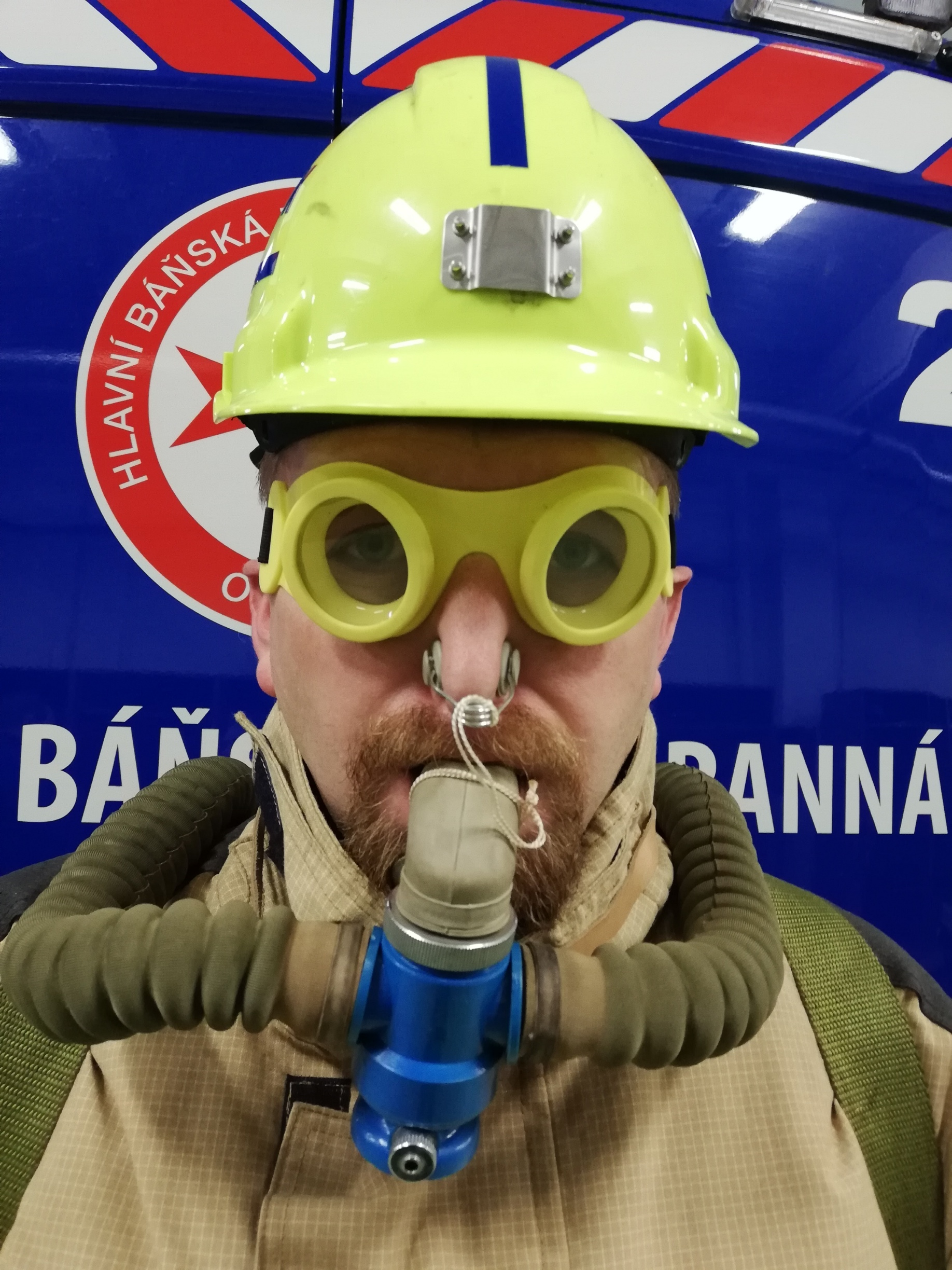
Čelní pohled RVL 1.
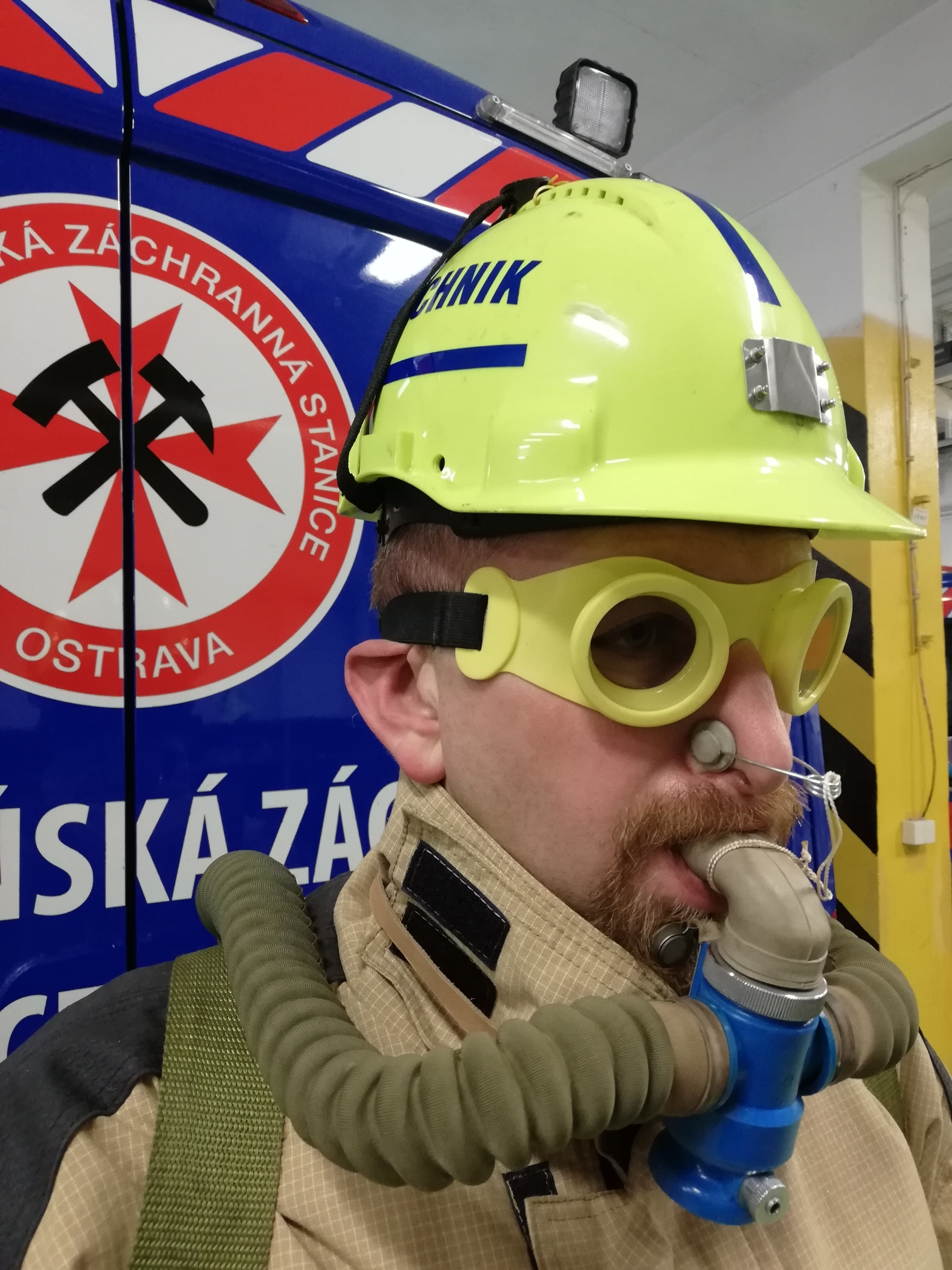
Brýle RVL 1 (nejsou originální).